# 309
309（三百九、さんびゃくきゅう）は自然数、また整数において、308の次で310の前の数である。

## 性質
- 309は合成数であり、約数は 1, 3, 103, 309 である。
  - 約数の和は416。
- 99番目の半素数である。1つ前は305、次は314。
- 各位の和が12になる25番目の数である。1つ前は291、次は318。
- 309 = 22 + 42 + 172 = 22 + 72 + 162 = 72 + 82 + 142
  - 3つの平方数の和3通りで表せる41番目の数である。1つ前は305、次は315。(オンライン整数列大辞典の数列 A025323)
  - 異なる3つの平方数の和3通りで表せる24番目の数である。1つ前は306、次は315。(オンライン整数列大辞典の数列 A025341)

## その他 309 に関連すること
- 西暦309年
- 紀元前309年
- 年始から数えて309日目は11月5日、閏年は11月4日。
- UFC 309
- Me 309 (航空機)
- プジョー・309
- アダム M-309
- ベル 309 キングコブラ
- 歩兵第309連隊